# Кристофер Рид
Кристофер Патрик „Крис” Рид (енгл. Christopher Patrick ”Chris” Reid; Порт Елизабет, 10. јануар 1996) јужноафрички је пливач чија ужа специјалност су трке леђним стилом. Национални је првак и рекордер у тркама леђним стилом, учесник светских првенстава и Олимпијских игара. 

## Спортска каријера
Први наступ на међународној сцени је имао на светском јуниорском првенству 2013. у Дубаију где је као члан јужноафричке штафете на 4×100 мешовито освојио бронзану медаљу. Годину дана касније је учествовао и на Олимпијским играма младих у кинеском Нанкингу, где му је најбољи појединачни резултат било пето место у финалу трке на 200 леђно. 
Почетком 2015, захваљујући спортској стипендији одлази у Сједињене Државе на студије на Универзитету Алабаме у Таскалуси, током којих наступа за пливачку секцију свог универзитета. 
Сениорски деби на међународним такмичењима је имао на Летњим олимпијским играма 2016. у Рију где се такмичио у трци на 200 леђно. У квалификацијама је Рид испливао укупно 12. време, односно десето време у полуфиналу. Пливао је и прву измену квалификационе трке штафета на 4×100 мешовито коју је јужноафрички тим окончао на 13. месту у конкуренцији 16 репрезентација. 
На међународну сцену се враћа тек 2019, након завршетка студија у САД, а прво велико такмичење на коме је учествовао је било светско првенство у корејском Квангџуу 2019, што је био и његов први наступ на светским првенствима у каријери. У Квангџуу је Рид пливао у две појединачне — 100 леђно (19. место) и 200 леђно (20) — и три штафетне трке — 4×100 мешовито (23), 4×100 мешовито микс (15) и 4×100 слободно микс (17. место).